# Пожега (Сърбия)
 Тази статия е за града в Сърбия.  За града в Хърватия вижте Пожега.  За общината вижте Пожега (община).
Пожега (на сръбски: Пожега) е град в Западна Сърбия, Златиборски окръг, административен център на община Пожега. Населението му е 13 153 души (2011 г.).
Разположен е на 315 метра надморска височина в Пожечката котловина, на 16 километра източно от Ужице и на 25 километра западно от Чачак.
Селището се споменава за пръв път в османски документ от 1516 година, когато е зиамет на някой си Мустафа. В Югославия градът носи името Ужичка Пожега, за да се отличава от град Славонска Пожега в Хърватия.